# Apóphisz
Ez a szócikk a mitikus lényről szól, a hasonló nevű fáraót lásd itt: I. Apepi.
Apóphisz (görög névváltozat; egyiptomi nyelven Apep vagy Apepi, koptul: Aphōph) az ókori egyiptomi vallás egyik teremtménye, a sötétség és káosz megtestesítője. Kígyó, krokodil, a későbbi időkben ritkán sárkány alakjában ábrázolták. A középbirodalomtól kezdődően hittek benne.
Része volt annak az összetett világképnek, ami abból eredt, hogy Ré napistent azonosították Atummal, és az ogdoád egybeolvadt az enneáddal. Az egyiptomiak hite szerint napnyugtakor Ré leszállt az Alvilágba, ahol az éjszaka tizenkét órájának megfelelő tizenkét kapun kellett áthaladnia és közben megküzdenie ellenségével, Apeppel. Ha veszített volna, örök éjszaka borult volna a világra. Ré segítségére volt Anhur, a vadászat istene, aki vállvetve harcolt mellette Apep ellen. Apóphisz az égben élő hatalmas kígyó, amely minden reggel lesi a túlvilágról érkező naphajót. A hajón az istenek utaznak, akik felveszik vele a harcot és legyőzik. Ez naponta ismétlődik. Apóphisz a gonosz erőket jelképezi, amelyek veszélyeztetik a világ egyensúlyát, de a nap mint nap bekövetkező vereségük ellenére sem semmisülnek meg.
A történet a Delta-vidéken valamikor élt óriáskígyó emlékét őrzi, ami Szudán mocsaras területein ma is fellelhető.

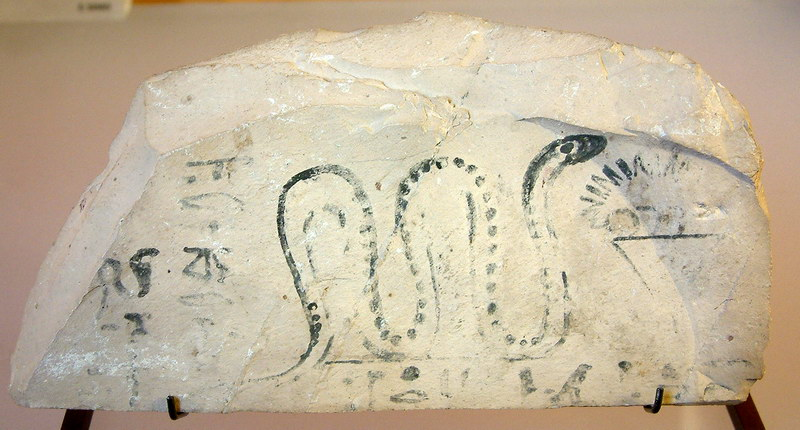
Apóphisz-ábrázolás egy faltöredéken (Párizs, Louvre)

Kígyó és más sivatagi és vízi állatok már egy i. e. 4000 körül készült, Nagada I-kultúrabeli tányéron feltűntek egy szoláris jellegű istenség ellenségeként. (Ma Kairóban található.) A napisten ellenségeiként szereplő kígyók más neveken már a piramisszövegekben és a koporsószövegekben is feltűntek.